# 1892 a sportban
1892 legfontosabb sporteseményei a következők voltak:

## Események
- január 1.–február 8. – sakkvilágbajnoki párosmérkőzés Wilhelm Steinitz és Mihail Csigorin között, amelyen Steinitz megvédte világbajnoki címét.
- március 15. – Az Anfield Road 73-as száma alatt megalapítják a Liverpool labdarúgócsapatát.
- június 25. – Olasz javaslatra Belgium, Hollandia, Olaszország és Svájc részvételével megalakul a Nemzetközi Evezős Szövetség, a FISA (Federation Internationale des Sociétés d'Aviron).[1]

## Születések
| Születés       | Név                                 | Nemzetiség, sportág, eredmények                                                                | Halálozás |
| -------------- | ----------------------------------- | ---------------------------------------------------------------------------------------------- | --------- |
| január 5.      | Chuck Wortman                       | amerikai baseballjátékos                                                                       | 1977      |
| január 9.      | Paul Wartelle                       | olimpiai bronzérmes francia tornász                                                            | 1974      |
| január 10.     | Havasi Kornél                       | sakkolimpiai és magyar bajnok sakkmester                                                       | 1945      |
| január 16.     | Jean-Maurice Goossens               | belga válogatott jégkorongozó, olimpikon                                                       | 1965      |
| február 6.     | Ross Cuthbert                       | / kanadai-brit olimpiai bronzérmes jégkorongozó                                                | 1970      |
| február 7.     | Guido Boni                          | olimpiai bajnok olasz tornász                                                                  | 1956      |
| február 17.    | Poul Preben Jørgensen               | olimpiai bronzérmes dán tornász                                                                | 1973      |
| február 17.    | Nemo Leibold                        | World Series bajnok amerikai baseballjátékos                                                   | 1977      |
| február 26.    | Harry Weaver                        | amerikai baseballjátékos                                                                       | 1983      |
| március 12.    | Bill James                          | World Series bajnok amerikai baseballjátékos                                                   | 1971      |
| április 5.     | Raymond Bonney                      | olimpiai ezüstérmes amerikai jégkorongozó                                                      | 1964      |
| április 16.    | Dutch Leonard                       | World Series bajnok amerikai baseballjátékos                                                   | 1952      |
| április 18.    | Jack Scott                          | World Series bajnok amerikai baseballjátékos                                                   | 1959      |
| április 19.    | Chick Shorten                       | World Series bajnok amerikai baseballjátékos                                                   | 1965      |
| április 19.    | Harry Sørensen                      | olimpiai bajnok dán tornász                                                                    | 1963      |
| április 26.    | Johannes Pedersen                   | olimpiai ezüstérmes dán tornász                                                                | 1982      |
| április 27.    | Bjarne Johnsen                      | olimpiai bajnok norvég tornász                                                                 | 1984      |
| április 29.    | Henri Bard                          | francia válogatott labdarúgó, olimpikon                                                        | 1951      |
| május 1.       | Pierre Chayriguès                   | francia válogatott labdarúgó, olimpikon                                                        | 1965      |
| május 4.       | Trygve Kristoffersen                | olimpiai ezüstérmes norvég tornász                                                             | 1986      |
| május 9.       | Jean De Bie                         | olimpiai bajnok belga válogatott labdarúgókapus                                                | 1961      |
| május 12.      | Torleif Torkildsen                  | olimpiai bronzérmes norvég tornász                                                             | 1944      |
| május 16.      | Jim Brown                           | Colored World Series bajnok amerikai baseballjátékos                                           | 1943      |
| május 24.      | Olaf Ingebrigtsen                   | olimpiai bronzérmes norvég tornász                                                             | 1971      |
| június 2.      | James Fitzpatrick                   | olimpiai bajnok amerikai rögbijátékos, jogász                                                  | 1973      |
| június 8.      | Giuseppe Campari                    | olasz autóversenyző                                                                            | 1933      |
| július 8.      | Victor Tait                         | / Európa-bajnoki bronzérmes kanadai-brit válogatott jégkorongozó, olimpikon                    | 1988      |
| július 26.     | Sad Sam Jones                       | World Series bajnok amerikai baseballjátékos                                                   | 1966      |
| július 28.     | Philippe Cattiau                    | olimpiai és világbajnok francia tőr- és párbajtőrvívó                                          | 1962      |
| július 31.     | Art Nehf                            | World Series bajnok amerikai baseballjátékos                                                   | 1960      |
| augusztus 5.   | Marius Hiller                       | / német és argentin válogatott labdarúgó                                                       | 1964      |
| augusztus 5.   | Frithjof Sælen                      | olimpiai bajnok és olimpiai ezüstérmes norvég tornász                                          | 1975      |
| augusztus 12.  | Ray Schalk                          | World Series bajnok amerikai baseballjátékos                                                   | 1970      |
| augusztus 17.  | Lichteneckert István                | olimpiai bronzérmes magyar tőrvívó                                                             | 1929      |
| augusztus 17.  | Johnny Rawlings                     | World Series bajnok amerikai baseballjátékos                                                   | 1972      |
| augusztus 26.  | Jesse Barnes                        | World Series bajnok amerikai baseballjátékos                                                   | 1961      |
| augusztus 27.  | Hal Janvrin                         | World Series bajnok amerikai baseballjátékos                                                   | 1962      |
| szeptember 10. | Balogh János                        | sakkolimpiai bajnok magyar sakkmester                                                          | 1980      |
| szeptember 15. | Harry Lunte                         | World Series bajnok amerikai baseballjátékos                                                   | 1965      |
| szeptember 21. | Elmer Smith                         | World Series bajnok amerikai baseballjátékos                                                   | 1984      |
| október 6.     | Seth Howander                       | svéd válogatott jégkorongozó, labdarúgó, jéglabda-játékos, olimpikon                           | 1981      |
| október 11.    | Luigi Maiocco                       | olimpiai bajnok olasz tornász                                                                  | 1965      |
| október 28.    | Bill McCabe                         | amerikai baseballjátékos                                                                       | 1966      |
| október 31.    | Alekszandr Alekszandrovics Aljechin | / orosz-francia szakkozó, a sakktörténet negyedik sakkvilágbajnoka                             | 1946      |
| november 1.    | Hjalmar Johansen                    | olimpiai bronzérmes dán tornász                                                                | 1979      |
| november 3.    | Robert Lindley Murray               | US Open bajnok amerikai teniszező                                                              | 1970      |
| november 10.   | Knud Kirkeløkke                     | olimpiai ezüstérmes dán tornász                                                                | 1976      |
| november 16.   | Tazio Nuvolari                      | olasz autóversenyző                                                                            | 1953      |
| november 16.   | Eugène Cordonnier                   | olimpiai ezüst- és bronzérmes francia tornász                                                  | 1967      |
| november 18.   | Leslie Mann                         | World Series bajnok amerikai baseballjátékos, amerikaifutball-játékos és -edző, kosárlabdaedző | 1962      |
| november 19.   | Everett Scott                       | World Series bajnok amerikai baseballjátékos                                                   | 1960      |
| november 23.   | Georg Brustad                       | olimpiai bronzérmes norvég tornász                                                             | 1932      |
| november 27.   | Bullet Joe Bush                     | World Series bajnok amerikai baseballjátékos                                                   | 1974      |
| december 4.    | Per Bertilsson                      | olimpiai bajnok svéd tornász                                                                   | 1972      |
| december 17.   | Sam Barry                           | amerikai kosárlabdaedző, Naismith Memorial Basketball Hall of Fame-tag                         | 1950      |
| december 19.   | Fred Thomas                         | World Series bajnok amerikai baseballjátékos                                                   | 1986      |
| december 21.   | Walter Hagen                        | amerikai golfozó                                                                               | 1969      |
| december 26.   | Lee King                            | World Series bajnok amerikai baseballjátékos                                                   | 1967      |
| december 26.   | Vágó Zoltán                         | magyar labdarúgó, labdarúgóedző                                                                | 1976      |
| december 29.   | Nagy Géza                           | sakkolimpiai és magyar bajnok sakknagymester                                                   | 1953      |

## Halálozások
| Születés   | Név            | Nemzetiség, sportág, eredmények | Születés |
| ---------- | -------------- | ------------------------------- | -------- |
| január 14. | Silver Flint   | amerikai baseballjátékos        | 1855     |
| október 6. | Dickie Flowers | amerikai baseballjátékos        | 1850     |